# Verlag Dr. Kovač
Der Verlag Dr. Kovač (VDK) ist ein 1982 von Josef Kovač gegründeter Wissenschaftsverlag bzw. „Fachverlag für wissenschaftliche Literatur“ mit Sitz in Hamburg, der sich auf den Druck von Hochschulschriften spezialisiert hat.
Das Unternehmen veröffentlicht neben Dissertationen und Habilitationen auch Monografien, Festschriften, Jahrbücher und Tagungsbände, sortiert in 280 Schriftenreihen nach 23 z. T. noch mehrfach in sich untergliederten Fachgebieten wie u. a. Geschichtswissenschaften, Rechtswissenschaften, BWL/VWL oder Philologie. Hierunter wird seit 1996 auch die Schriftenreihe „Lebenserinnerungen“ angeboten, in der bislang etwa 70 (Stand: 2016) emeritierte Hochschullehrer ihre Autobiografien veröffentlicht haben.
Seit Bestehen wurden durchschnittlich ca. 300 Bücher pro Jahr veröffentlicht.
Für die Veröffentlichung haben die Autoren je nach gewähltem Modell ggf. einen Druckkostenzuschuss zu leisten bzw. mit dem Zuschuss 35 Autorenexemplare zum Selbstkostenpreis zu bezahlen. Je nach Verkaufserwartung kann ein Modell mit oder ohne Autorenhonorar gewählt werden. Wird darauf verzichtet, reduziert dies ebenfalls die Kosten. Dies gilt auch für „etablierte“ Wissenschaftler und Forschungsarbeiten, Sammelbände, Tagungsbände, Festschriften oder Habilitationen sowie Masterarbeiten.
Seit 2002 hat das Unternehmen einen jährlichen Förderfonds aufgelegt, aktuell den VDK-Förderfonds 2024. Dabei wurden nach Eigenangaben bisher rund 3 Millionen Euro an die Autoren ausgeschüttet, was den Druckkostenzuschuss der Autoren reduzierte.